# Frank McKinney
Frank Edward McKinney, Jr., född 3 november 1938 i Indianapolis, död 11 september 1992 i Indianapolis, var en amerikansk simmare.
McKinney blev olympisk guldmedaljör på 4 x 100 meter medley vid sommarspelen 1960 i Rom.